# Diospyros verrucosa
Diospyros verrucosa är en tvåhjärtbladig växtart som beskrevs av William Philip Hiern. Diospyros verrucosa ingår i släktet Diospyros och familjen Ebenaceae. Inga underarter finns listade i Catalogue of Life.